# Jochen Busse
Jochen Busse (Iserlohn, 28 gennaio 1941) è un attore e cabarettista tedesco.
Tra cinema e televisione, ha partecipato ad oltre un centinaio di differenti produzioni, a partire dall'inizio degli anni sessanta. Tra i suoi ruoli più noti, figurano, tra l'altro, quelli in serie televisive quali Mordkommission (1973-1975) e Das Amt (1997-2003).

## Filmografia parziale

### Cinema
- A diciassette anni non si piange (Mit 17 weint man nicht), regia di Alfred Vohrer (1960)
- Wenn Täubchen Federn lassen (1969)
- Il clan di Hong Kong (Die jungen Tiger von Hongkong), regia di Ernst Hofbauer (1969)
- Le pornocoppie (Ehepaar sucht gleichgesinntes), regia di Franz Josef Gottlieb (1969)
- Die Jungfrauen von Bumshausen (1970)
- Il cigno dagli artigli di fuoco'' (1970)
- Wenn die tollen Tanten kommen (1970)
- Liebling, sei nicht albern! (1970)
- Omicidio al 17º piano (1970)
- Hausfrauen 6: Warum gehen Frauen fremd... (1977)
- Die Supernasen (1983)
- Die Supernasen (1983)
- Eine Frau namens Harry (1990)
- Das war der wilde Osten (1992)
- Lorenz im Land der Lügner (1997)
- Solo für Klarinette (1998)
- Im Winter, so schön (2015)

### Televisione
- Das Kriminalmuseum - serie TV, episodio 5x06 (1967)
- Match - film TV (1969)
- Diagnose - serie TV, episodio 3x09 (1969)
- 11 Uhr 20 - miniserie TV (1970)
- La morte viene dal passato - film TV (1970)
- Seine Majestät Gustav Krause - film TV (1971
- Mordkommission - serie TV, 20 episodi (1973-1975)
- Bitte keine Polizei - serie TV, episodio 1x10  (1975)
- Inspektion Lauenstadt - serie TV, episodio 1x04 (1976)
- Drei sind einer zuviel - serie TV, episodio 1x01 (1977)
- Unternehmen Rentnerkommune - serie TV, episodio 1x05 (1978)
- Unheimliche Geschichten - serie TV, episodio 1x02 (1982)
- Der Andro-Jäger - serie TV, episodi 2x09-2x10(1984)
- Hallo Spencer - serie TV, episodio 7x02 (1985)
- Rette mich, wer kann - serie TV, episodio 1x05 (1986)
- Dreifacher Rittberger - serie TV, episodio 1x01 (1987)
- Die Hausmeisterin - serie TV, 11 episodi (1987-1992)
- Faber l'investigatore - serie TV, episodio 2x06 (1988)
- La signora col taxi - serie TV, episodio 1x01 (1989)
- Forstinspektor Buchholz - serie TV (1989)
- Zwei Schlitzohren in Antalya - serie TV (1990)
- Lilli Lottofee - serie TV, episodio 1x01 (1992)
- Tücken des Alltags - serie TV (1992)
- Ein Schloß am Wörthersee - serie TV, episodi 3x1-3x2-3x13 (1992-1993)
- Salto postale - serie TV, episodio 1x06 (1993)
- Wildbach - serie TV, episodio 1x09 (1993)
- Die Wache - serie TV, episodio 1x08 (1994)
- Drei zum Verlieben - serie TV (1994)
- Tierärztin Christine II: Die Versuchung - film TV (1995)
- ...und im Keller gärt es - serie TV, 9 episodi (1995-1999)
- Sylter Geschichten - serie TV, episodio 2x12(1996)
- Solange es die Liebe gibt - serie TV, episodio 1x03 (1996)
- Das Amt - serie TV, 79 episodi (1997-2003)
- Am liebsten Marlene - serie TV, episodio 1x13 (1999)
- Il nostro amico Charly - serie TV, episodio 6x05 (2001)
- Die Hinterbänkler - serie TV, 6 episodi (2002)
- Nicht von dieser Welt - serie TV, 8 episodi (2005)
- Schillerstraße - serie TV, episodio 3x36 (2006)
- La nave dei sogni - serie TV, episodio 1x65 (2011)
- Bettys Diagnose - serie TV, episodio (2016)
- Dr. Klein - serie TV, 7 episodi (2016)
- Nicht tot zu kriegen - serie TV, 8+ episodi (2017-...)

## Premi e riconoscimenti (lista parziale)
- 2000: Deutscher Comedypreis alla carriera